# Liste der Monuments historiques in Bourcq
Die Liste der Monuments historiques in Bourcq führt die Monuments historiques in der französischen Gemeinde Bourcq auf.

## Liste der Objekte
| Bezeichnung              | Beschreibung           | Standort                        | Kennzeichnung | Schutzstatus | Datum | Bild |
| ------------------------ | ---------------------- | ------------------------------- | ------------- | ------------ | ----- | ---- |
| Relief Kreuzigungsgruppe | Stein, 16. Jahrhundert | in der Kirche St-Nicolas (Lage) | PM08000072    | Classé       | 1911  |      |